# BTX規格
BTX（全称Balanced Technology Extended）是一种主板规格，由Intel于2004年提出，原本的目标是用以代替ATX规格。它设计时考虑到了许多随着计算机技术的发展带来的问题，主要是雙核心和高電壓的趨勢帶來發熱問題，因为ATX规格早在1995年就制定了，比較難透過有限改動解決問題，所以BTX架構應運而生。
但是由于ATX架构已经广泛使用且後來CPU製程提升，發熱問題得到控制，提出一种代替它的方案会带来兼容性等问题，同時存在價值又不太高。所以Intel在2006年宣布放弃BTX规格的继续发展。除了戴爾等品牌電腦廠商曾採用BTX規格主機板推出桌上型電腦及伺服器產品，市面上幾乎難以見到BTX的主機板及機殼。
BTX的電源接口為24腳比ATX多出4腳，但是接口有理論相容性，不少BTX主機板在多數情況下插入舊ATX電源還是可以開機，然而穩定性或其它方面問題也就不一而定。

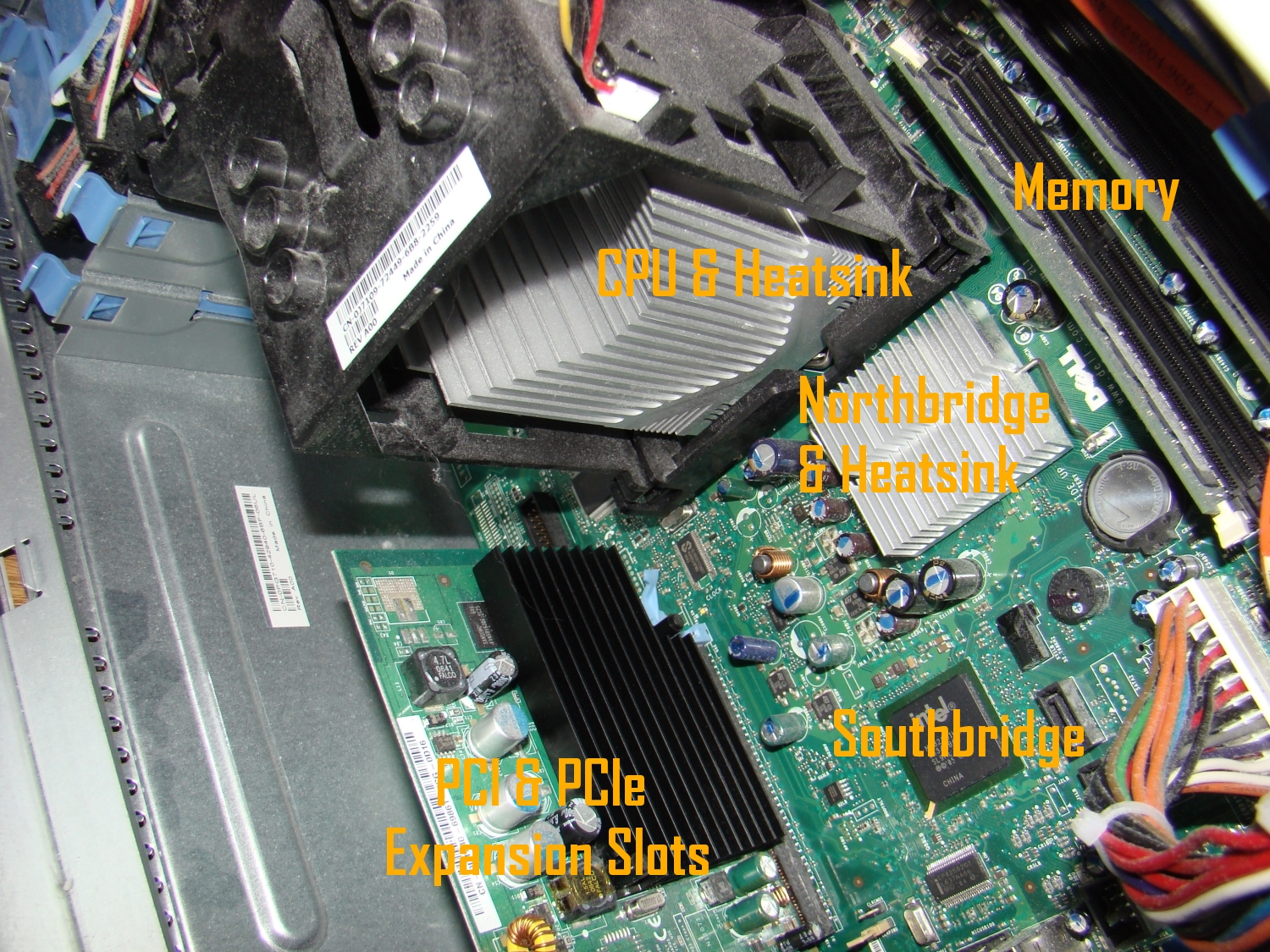
BTX機板